# Радев, Петко
Петко Радев (болг. Петко Радев; род. 9 апреля 1933, село Свобода, Хасковская область — 23 сентября 2017) — болгарский кларнетист, профессор.
Начальное музыкальное образование получил самоучкой, в 16-летнем возрасте поступил в Софии в музыкальное училище, где его учителем был выдающийся болгарский музыкальный педагог Сава Димитров. C 1953 года — в оркестре Болгарского национального радио. В 1957 году выиграл Международный конкурс исполнителей в Женеве и завоевал первую премию IV Всемирного фестиваля молодёжи и студентов в Бухаресте. В 1961—1974 годах — первый кларнет Оркестра Софийской филармонии, в 1974—1985 годах — первый кларнет оркестра театра Ла Скала в Милане. Профессор музыкальных академий в Софии и Пловдиве. Наряду с академическим репертуаром исполнял и записывал балканские народные мелодии.